# Bruno Le Maire
Bruno Le Maire, född 15 april 1969 i Neuilly-sur-Seine, är en fransk politiker och diplomat. Sedan 2017 är han Frankrikes finansminister, såväl under regeringen Philippe I och II som under regeringen Castex och regeringen Borne.

## Biografi
Le Maire föddes 1969 i Neuilly-sur-Seine i departementet Hauts-de-Seine. Han studerade vid École normale supérieure och har en examen i franska språket och litteraturen. Han har även en examen från Sciences Po och har studerat vid École nationale d’administration.
Han började sin karriär som utrikespolitisk rådgivare vid Quai d'Orsay (Frankrikes utrikesministerium). 2002 blev han strategisk rådgivare till Frankrikes utrikesminister och 2004 till Frankrikes inrikesminister. 2005 blev han premiärminister Dominique de Villepins rådgivare och därefter kabinettschef. 2007 valdes han in i Nationalförsamlingen för en valkrets i Eure, och i december 2008 blev han minister med ansvar för Europafrågor i François Fillons regering, innan han 2009 blev jordbruks- och fiskeminister. Denna post behöll han till 2012.
2012 valdes han om till Nationalförsamlingen, för samma valkrets i Eure. 2014 kandiderade han till partiledare i UMP, som senare bytte namn till Republikanerna. Han ställde även upp i partiets primärval inför presidentvalet i Frankrike 2017. I parlamentsvalet i Frankrike 2017 valdes han om till Nationalförsamlingen.
Le Maire har skrivit flera böcker, bland annat 12 romaner om vad som försiggår bakom politikens stängda dörrar. Fyra av dessa romaner skrevs under hans fem första år som finansminister. Hans verk inkluderar bland annat Des hommes d'État (2007), Le Ministre (2004), Sans mémoire, le présent se vide (2010) och Nourrir la planète. För Des hommes d'État tilldelades han Edgar Faure-priset. Han gav även inspiration till en figur i Michel Houellebecqs verk Aneantir.
Han har även varit lärare i ett utsatt område i Bron, en förort till Lyon.